# كارول برات
كارول برات (بالإنجليزية: Carroll Pratt)‏ هو مهندس الصوت أمريكي، ولد في 19 أبريل 1921 في هوليوود في الولايات المتحدة، وتوفي في 11 نوفمبر 2010 في سانتا روسا في الولايات المتحدة.

## وصلات خارجية
- كارول برات على موقع IMDb (الإنجليزية)